# Alexeï Vassiliev (artiste)
Pour les articles homonymes, voir Vassiliev.
Alexeï Vassiliev (né en 1959 à Moscou) est un photographe russe, installé en France depuis 1993. Il vit et travaille à Paris.

## Biographie
Alexeï Vassiliev est né en 1959 à Moscou, où il a fait ses études à l’Université des Sciences Humaines. Son rêve de devenir interprète était inaccessible dans l'ancienne URSS. Après son service militaire au sein de l'Armée rouge, il a gagné sa vie en travaillant à la télévision, puis à la radio et sur des chantiers, dans des usines. Après la perestroïka, Alexeï Vassiliev a enfin pu exercer sa profession d'interprète et faire les traductions en russe de romans policiers français. 
Il est arrivé en France en 1993, et c'est alors que la photographie a fait irruption dans sa vie. Une amie journaliste lui a demandé de remplacer au pied levé le photographe qui devait l'accompagner en reportage. Cette expérience a changé le cours de son existence et l'a encouragé à faire des photos.

## Travaux
Les photos d'Alexeï Vassiliev sont un peu floues, comme prises à la volée.

En 2002 il a réalisé une première série floutée, baptisée Des-apparitions, photos argentiques sur fond rouge. « Je n’avais pas fait exprès d’obtenir ce flou » affirme-t-il[Où ?][Quand ?], « Quand j’ai eu ces clichés sous les yeux, cela m’a bouleversé et un peu angoissé. Tout, dans ces personnages, respirait la solitude, le désarroi, l’accablement, la colère parfois, la résignation souvent, la bonté rarement. »
Dans la série dédiée aux Frères Karamazov, il a imprimé cent cinquante photos, réalisées dans la foule, au hasard de ses déambulations. Dans ces photos d'inconnus, il cherchait quelque chose sans savoir quoi.[réf. nécessaire]
En hiver 2012, il a « découvert » Dostoïevski et les frères Karamazov parmi les personnages de ses photos floutées d’inconnus. « Les personnages disparaissaient, revenaient, apparaissaient de nouveau sous différents traits. Je sentais qu’ils cherchaient à me troubler, à me tromper, me décourager peut-être. Mais j’ai résisté et ils ont pris forme. Alors ils se sont évanouis, me laissant seul face à leurs portraits, à mon portrait et au vôtre, puisque nous sommes tous les frères Karamazov, un personnage à plusieurs facettes, proie des abysses et fou d’étoiles ».
Les thèmes d'Alexeï Vassiliev sont variés, et vont d'étrangers dans la foule, à des citations de tableaux célèbres en passant par la nostalgie soviétique.

## Séries
- 2012 - BZ-T2
- 2012 - RC-108
- 2010-2012 - Z-31
- 2011 - Nocturnes
- 2009 - Summer palace
- 2008-2010 - Quo vaditis
- 2006-2007 - 2052
- 2004-2006 - Instants troublés
- 2002-2004 - Des-apparitions

## Expositions (sélection)
- 2013
  - Exposition personnelle au musée Dostoïevski, Saint-Pétersbourg
  - Maison de Victor Hugo, Paris

- 2012
  - BZ-T2 / RC-108, galerie Sator, Paris

- 2011
  - Incipit, galerie Sator, Paris
  - Trois Photographes, galerie Sator chez Hélène Aziza, Paris, France

- 2010
  - Picto. 60 ans de complicité, Rencontres photographiques d’Arles, Arles, France
  - Z-31 (10/12), galerie Blue Square, Paris
  - Artistes russes : un art au superlatif, Centre d’art contemporain, Meymac, France
  - Odnajdy, galerie Chambre avec Vues, Paris

- 2009
  - Nostalgie soviétique, galerie Blue Square, Paris

- 2008
  - Don de vie, Chapelle Saint-Louis de la Salpêtrière, Paris
  - Portraits évanescents, galerie Blue Square, Paris

- 2007
  - Photographies 2002-2007, Maison des Arts, Châtillon, France
  - 52e Salon d’art contemporain de Montrouge, Montrouge, France

- 2006
  - Personajes inasibles, Museo Metropolitano de Monterrey, Mexique
  - Des-apparitions, galerie Chambre avec Vues, Paris
  - Les Indépendances photographiques, salon, Enghien-les-Bains, France
  - 51e Salon d’art contemporain de Montrouge, Montrouge, France

- 2005
  - Troubles, festival Mai-Photographies, Quimper, France

- 2004
  - Voies Off, Rencontres photographiques d’Arles, Arles, France